# Johan van Nes

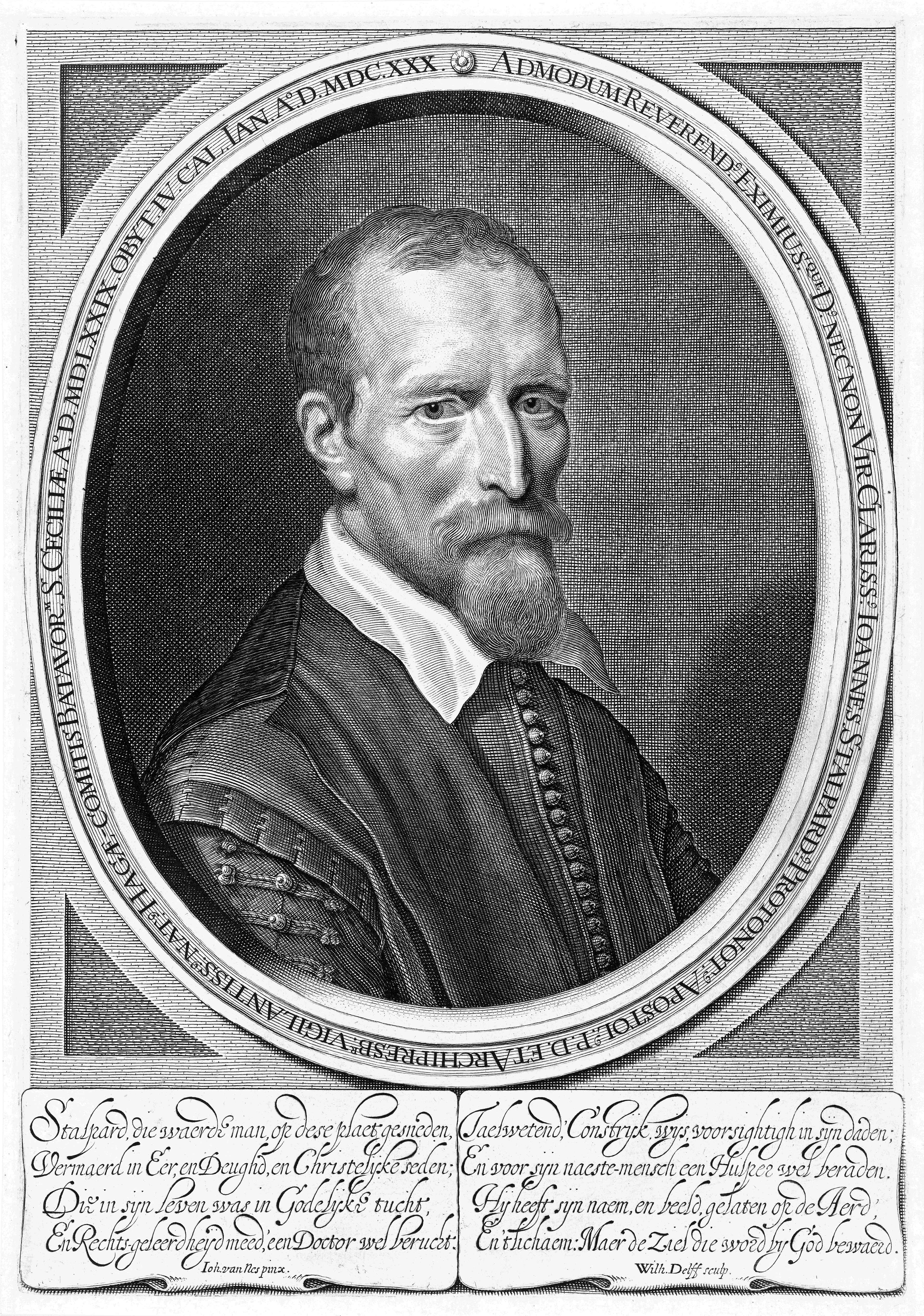
Johannes Stalpaert van der Wiele (naar een portret door Johan van Nes)

Johan van Nes (? - Delft, 26 april 1650) was een Noord-Nederlandse portretschilder.
Johan van Nes, ook wel bekend als Van Nis, was de zoon van brouwer Dirck IJnoutsz. van Nes. In 1617 trad hij toe tot het Sint-Lucasgilde in Delft. Hij was een leerling van de schilder Michiel van Mierevelt. Een jaar later, op 10 oktober 1618, werd hij erkend als meester-schilder. Hij richtte zich, net als zijn leermeester, op portretten. Van Nes was in 1621 de leermeester van Christiaen van Couwenbergh. Na de dood van zijn ouders in 1621 bleef hij in het ouderlijk huis op de kruising van de Korte Geer, Koornmarkt en Korte Breestraat in Delft wonen, en trouwde het volgende jaar met Neeltgen Jansdr van Muijen uit Amsterdam. In 1623 reisde hij naar Frankrijk en Italië. In 1624 keerde hij weer terug in Delft. 
Johan van Nes werd op 2 mei 1650 begraven in de Oude Kerk te Delft.
- Biografisch Portaal: 10429932
- Digitale Bibliotheek voor de Nederlandse Letteren: nes_026
- RKD-Nederlands Instituut voor Kunstgeschiedenis: 59155
- Union List of Artist Names: 500029711
- Virtual International Authority File: 95864936